# Élections législatives de 2024 dans l'Oise
Les élections législatives françaises de 2024 dans l'Oise se déroulent les 30 juin et 7 juillet 2024. Dans le département, sept députés sont à élire dans le cadre de sept circonscriptions, à la suite de la dissolution de l'Assemblée nationale par Emmanuel Macron.
Le choix de cette dissolution est pris après la défaite de la liste Renaissance aux élections européennes qui ont eu lieu le 9 juin 2024.

## Contexte
| Circonscription | RN      | ENS     | LFI     | PS - PP | LR     | REC    | LÉ     |
| --------------- | ------- | ------- | ------- | ------- | ------ | ------ | ------ |
| Circonscription |         |         |         |         |        |        |        |
| 1re             | 48,02 % | 11,83 % | 6,48 %  | 7,56 %  | 6,40 % | 4,95 % | 2,96 % |
| 2e              | 49,45 % | 12,01 % | 6,19 %  | 7,19 %  | 6,23 % | 4,64 % | 2,82 % |
| 3e              | 41,20 % | 9,72 %  | 17,48 % | 7,43 %  | 4,47 % | 4,65 % | 2,96 % |
| 4e              | 36,41 % | 15,47 % | 6,74 %  | 9,80 %  | 9,27 % | 7,18 % | 4,21 % |
| 5e              | 41,93 % | 12,83 % | 8,59 %  | 9,12 %  | 6,55 % | 5,42 % | 3,97 % |
| 6e              | 42,93 % | 13,43 % | 6,40 %  | 8,70 %  | 7,38 % | 6,04 % | 3,39 % |
| 7e              | 43,15 % | 10,21 % | 12,09 % | 9,26 %  | 5,31 % | 5,03 % | 2,90 % |
| Total           | 43,28 % | 12,38 % | 8,78 %  | 8,46 %  | 6,66 % | 5,47 % | 3,34 % |

## Système électoral
Les élections législatives ont lieu au scrutin uninominal majoritaire à deux tours dans des circonscriptions uninominales.
Est élu au premier tour le candidat qui réunit la majorité absolue des suffrages exprimés et un nombre de voix au moins égal au quart des électeurs inscrits dans la circonscription, soit 25 %. Si aucun des candidats ne satisfait ces conditions, un second tour est organisé entre les candidats ayant réuni un nombre de voix au moins égal à un huitième des inscrits, soit 12,5 %. Les deux candidats arrivés en tête du 1er tour se maintiennent néanmoins par défaut si un seul ou aucun d'entre eux n'a atteint ce seuil. Au second tour, le candidat arrivé en tête est déclaré élu,.
Le seuil de qualification basé sur un pourcentage du total des inscrits et non des suffrages exprimés rend plus difficile l'accès au second tour lorsque l'abstention est élevée. Le système permet en revanche l'accès au second tour de plus de deux candidats si plusieurs d'entre eux franchissent le seuil de 12,5 % des inscrits. Les candidats en lice au second tour peuvent ainsi être trois, un cas de figure appelé « triangulaire ». Les second tours où s'affrontent quatre candidats, appelés « quadrangulaire » sont également possibles, mais beaucoup plus rares,.

### Partis et nuances
Les résultats des élections sont publiés en France par le ministère de l'Intérieur, qui classe les partis en leur attribuant des nuances politiques. Ces dernières sont décidées par les préfets, qui les attribuent indifféremment de l'étiquette politique déclarée par les candidats, qui peut être celle d'un parti ou une candidature sans étiquette.
Seuls le Parti communiste français (COM), La France insoumise (FI), le Parti socialiste (SOC), le Parti radical de gauche (RDG), Les Écologistes (VEC), Renaissance (RE), le Mouvement démocrate (MDM), Horizons (HOR), l'Union des démocrates et indépendants (UDI), Les Républicains (LR), le Rassemblement national (RN) et Reconquête (REC) se voient attribuer en 2024 des nuances propres. Les coalitions Ensemble et Nouveau front populaire, ainsi que les candidats de l'alliance LR-Ciotti-RN, en bénéficient également indirectement, les nuances Ensemble ! (Majorité présidentielle) (ENS), Union de la gauche (UG) et Union de l'extrême-droite (UXD) étant attribuables aux candidats bénéficiant respectivement du soutien de deux partis du centre, de deux partis de gauche ou de deux partis d'extrême-droite,.
Tous les autres partis se voient attribuer l'une ou l'autre des nuances suivantes : EXG (extrême gauche), DVG (divers gauche), ECO (écologiste), REG (régionaliste), DVC (divers centre), DVD (divers droite), DSV (droite souverainiste) et EXD (extrême droite). Des partis comme Debout la France ou Lutte ouvrière ne disposent ainsi pas de nuances propres, et leurs résultats nationaux ne sont pas publiés séparément par le ministère, car mélangés avec d'autres partis (respectivement dans les nuances DSV et EXG).

## Résultats

### Élus
| Circonscription | Député sortant         | Parti ou nuance | Parti ou nuance | Groupe | Député élu ou réélu | Parti ou nuance | Parti ou nuance | Groupe |
| --------------- | ---------------------- | --------------- | --------------- | ------ | ------------------- | --------------- | --------------- | ------ |
| 1re             | Victor Habert-Dassault |                 | LR              | LR     | Claire Marais-Beuil |                 | RN              | RN     |
| 2e              | Philippe Ballard       |                 | RN              | RN     | Philippe Ballard    |                 | RN              | RN     |
| 3e              | Alexandre Sabatou      |                 | LAF - RN        | RN     | Alexandre Sabatou   |                 | LAF - RN        | RN     |
| 4e              | Éric Woerth            |                 | RE              | RE     | Éric Woerth         |                 | RE              | EPR    |
| 5e              | Pierre Vatin           |                 | LR              | LR     | Frédéric-Pierre Vos |                 | RN              | RN     |
| 6e              | Michel Guiniot         |                 | RN              | RN     | Michel Guiniot      |                 | RN              | RN     |
| 7e              | Maxime Minot           |                 | LR              | LR     | David Magnier       |                 | RN              | RN     |

### Taux de participation
| Taux de participation | 1er tour | 1er tour | 1er tour   | 2d tour | 2d tour | 2d tour    | Différence entre les deux tours |
| Taux de participation | En 2022  | En 2024  | Différence | En 2022 | En 2024 | Différence | Différence entre les deux tours |
| --------------------- | -------- | -------- | ---------- | ------- | ------- | ---------- | ------------------------------- |
| À midi                | 19,05 %  | 27,65 %  | 8,6        | 17,86 % | 28,01 % | 10,15      | 0,36                            |
| À 17 heures           | 43,73 %  | 59,38 %  | 15,65      | 39,43 % | 58,90 % | 19,47      | 0,48                            |
| Final                 | 46,91 %  | 65,73 %  | 18,82      | 45,01 % | 65,21 % | 20,2       | 0,52                            |

### Résultats à l'échelle du département

#### Résultats par coalition
| Parti ou coalition                          | Parti ou coalition                          | Parti ou coalition                 | Premier tour | Premier tour | Premier tour | Second tour   | Second tour   | Second tour | Total Sièges  | +/-           |  |
| Parti ou coalition                          | Parti ou coalition                          | Parti ou coalition                 | Voix         | %            | Sièges       | Voix          | %             | Sièges      | Total Sièges  | +/-           |  |
| ------------------------------------------- | ------------------------------------------- | ---------------------------------- | ------------ | ------------ | ------------ | ------------- | ------------- | ----------- | ------------- | ------------- |  |
|                                             |                                             | Rassemblement national (RN)        | 143 778      | 39,48        | 1            | 126 239       | 42,69         | 4           | 5             | 3             |  |
|                                             | L'Avenir français (LAF)                     | 19 487                             | 5,35         | 0            | 21 940       | 7,42          | 1             | 1           | en stagnation |               |  |
| Total Rassemblement national et alliés (RN) | Total Rassemblement national et alliés (RN) | 163 265                            | 44,83        | 1            | 148 179      | 50,10         | 5             | 6           | 3             |               |  |
|                                             |                                             | La France insoumise (LFI)          | 35 565       | 9,77         | 0            | 20 281        | 6,86          | 0           | 0             | en stagnation |  |
|                                             | Parti communiste français (PCF)             | 13 289                             | 3,65         | 0            | 16 999       | 5,75          | 0             | 0           | en stagnation |               |  |
|                                             | Parti socialiste (PS)                       | 10 491                             | 2,88         | 0            | 19 575       | 6,62          | 0             | 0           | en stagnation |               |  |
|                                             | Les Écologistes (LÉ)                        | 9 999                              | 2,75         | 0            | Retrait      | Retrait       | Retrait       |             | en stagnation |               |  |
|                                             | Génération.s (G.s)                          | 9 402                              | 2,58         | 0            |              |               |               | 0           | en stagnation |               |  |
| Total Nouveau Front populaire (NFP)         | Total Nouveau Front populaire (NFP)         | 78 746                             | 21,62        | 0            | 56 855       | 19,22         | 0             | 0           | en stagnation |               |  |
|                                             |                                             | Renaissance (RE)                   | 38 496       | 10,57        | 0            | 32 174        | 10,88         | 1           | 1             | en stagnation |  |
|                                             | Union des démocrates et indépendants (UDI)  | 11 207                             | 3,08         | 0            | 22 725       | 7,68          | 0             | 0           | en stagnation |               |  |
|                                             | Horizons (HOR)                              | 4 006                              | 1,10         | 0            |              |               |               | 0           | en stagnation |               |  |
| Total Ensemble pour la République (ENS)     | Total Ensemble pour la République (ENS)     | 53 709                             | 14,75        | 0            | 54 899       | 18,56         | 1             | 1           | en stagnation |               |  |
|                                             |                                             | Les Républicains (LR)              | 48 276       | 13,26        | 0            | 35 804        | 12,11         | 0           | 0             | 3             |  |
|                                             | Les Centristes - Le Nouveau centre (LC)     | 2 766                              | 0,76         | 0            |              |               |               | 0           | en stagnation |               |  |
| Total Union de la droite et du centre (UDC) | Total Union de la droite et du centre (UDC) | 51 042                             | 14,01        | 0            | 35 804       | 12,11         | 0             | 0           | 3             |               |  |
|                                             | Reconquête (REC)                            | Reconquête (REC)                   | 4 560        | 1,25         | 0            |               |               |             | 0             | en stagnation |  |
|                                             | Lutte ouvrière (LO)                         | Lutte ouvrière (LO)                | 3 688        | 1,01         | 0            | 0             | en stagnation |             |               |               |  |
|                                             |                                             | Alliance centriste (AC)            | 2 157        | 0,59         | 0            | 0             | en stagnation |             |               |               |  |
| Total Le Centre (LC)                        | Total Le Centre (LC)                        | 2 157                              | 0,59         | 0            | 0            | en stagnation |               |             |               |               |  |
|                                             | Écologie au centre (ÉAC)                    | Écologie au centre (ÉAC)           | 2 144        | 0,59         | 0            | 0             | en stagnation |             |               |               |  |
|                                             | Verts démocrates (VD)                       | Verts démocrates (VD)              | 1 931        | 0,53         | 0            | 0             | Nv            |             |               |               |  |
|                                             | Debout la France (DLF)                      | Debout la France (DLF)             | 1 067        | 0,29         | 0            | 0             | en stagnation |             |               |               |  |
|                                             | Dissidents Nouveau Front populaire          | Dissidents Nouveau Front populaire | 749          | 0,21         | 0            | 0             | en stagnation |             |               |               |  |
|                                             | Autres partis                               | Autres partis                      | 728          | 0,20         | 0            | 0             | Nv            |             |               |               |  |
|                                             | Sans étiquette (SE)                         | Sans étiquette (SE)                | 422          | 0,12         | 0            | 0             | en stagnation |             |               |               |  |
|                                             |                                             |                                    |              |              |              |               |               |             |               |               |  |
| Suffrages exprimés                          | Suffrages exprimés                          | Suffrages exprimés                 | 364 208      | 97,58        |              | 295 737       | 94,75         |             |               |               |  |
| Votes blancs                                | Votes blancs                                | Votes blancs                       | 6 468        | 1,73         | 12 520       | 4,01          |               |             |               |               |  |
| Votes nuls                                  | Votes nuls                                  | Votes nuls                         | 2 573        | 0,69         | 3 874        | 1,24          |               |             |               |               |  |
| Total                                       | Total                                       | Total                              | 373 249      | 100          | 1            | 312 131       | 100           | 6           | 7             | en stagnation |  |
| Abstentions                                 | Abstentions                                 | Abstentions                        | 194 611      | 34,27        |              | 166 477       | 34,78         |             |               |               |  |
| Inscrits/Participation                      | Inscrits/Participation                      | Inscrits/Participation             | 567 860      | 65,73        | 478 608      | 65,21         |               |             |               |               |  |

#### Résultats par nuance
| Nuance                 | Nuance                               | Nuance                 | Premier tour | Premier tour | Premier tour | Second tour | Second tour   | Second tour | Total Sièges | +/-           |  |
| Nuance                 | Nuance                               | Nuance                 | Voix         | %            | Sièges       | Voix        | %             | Sièges      | Total Sièges | +/-           |  |
| ---------------------- | ------------------------------------ | ---------------------- | ------------ | ------------ | ------------ | ----------- | ------------- | ----------- | ------------ | ------------- |  |
|                        | Rassemblement national               | RN                     | 163 265      | 44,83        | 1            | 148 179     | 50,10         | 5           | 6            | 3             |  |
|                        | Union de la gauche                   | UG                     | 78 746       | 21,62        | 0            | 56 855      | 19,22         | 0           | 0            | en stagnation |  |
|                        | Les Républicains                     | LR                     | 48 276       | 13,26        | 0            | 35 804      | 12,11         | 0           | 0            | 3             |  |
|                        | Ensemble                             | ENS                    | 42 502       | 11,67        | 0            | 32 174      | 10,88         | 1           | 1            | en stagnation |  |
|                        | Union des démocrates et indépendants | UDI                    | 13 138       | 3,61         | 0            | 22 725      | 7,68          | 0           | 0            | en stagnation |  |
|                        | Reconquête                           | REC                    | 3 987        | 1,09         |              |             |               | 0           | 0            | en stagnation |  |
|                        | Extrême gauche                       | EXG                    | 3 688        | 1,01         | 0            | 0           | en stagnation |             |              |               |  |
|                        | Écologistes                          | ECO                    | 3 315        | 0,91         | 0            | 0           | en stagnation |             |              |               |  |
|                        | Divers centre                        | DVC                    | 2 885        | 0,79         | 0            | 0           | en stagnation |             |              |               |  |
|                        | Divers droite                        | DVD                    | 2 766        | 0,76         | 0            | 0           | en stagnation |             |              |               |  |
|                        | Droite souverainiste                 | DSV                    | 1 067        | 0,29         | 0            | 0           | en stagnation |             |              |               |  |
|                        | Divers                               | DIV                    | 573          | 0,16         | 0            | 0           | Nv            |             |              |               |  |
|                        |                                      |                        |              |              |              |             |               |             |              |               |  |
| Suffrages exprimés     | Suffrages exprimés                   | Suffrages exprimés     | 364 208      | 97,58        |              | 295 737     | 94,75         |             |              |               |  |
| Votes blancs           | Votes blancs                         | Votes blancs           | 6 468        | 1,73         | 12 520       | 4,01        |               |             |              |               |  |
| Votes nuls             | Votes nuls                           | Votes nuls             | 2 573        | 0,69         | 3 874        | 1,24        |               |             |              |               |  |
| Total                  | Total                                | Total                  | 373 249      | 100          | 1            | 312 131     | 100           | 6           | 7            | en stagnation |  |
| Abstentions            | Abstentions                          | Abstentions            | 194 611      | 34,27        |              | 166 477     | 34,78         |             |              |               |  |
| Inscrits/Participation | Inscrits/Participation               | Inscrits/Participation | 567 860      | 65,73        | 478 608      | 65,21       |               |             |              |               |  |

### Résultats par circonscription

#### Première circonscription
- Député sortant : Victor Habert-Dassault (Les Républicains)[19]

| Candidat                 | Candidat                 | Parti et coalition       | Nuance                   | Premier tour | Premier tour | Second tour | Second tour |
| Candidat                 | Candidat                 | Parti et coalition       | Nuance                   | Voix         | %            | Voix        | %           |
| ------------------------ | ------------------------ | ------------------------ | ------------------------ | ------------ | ------------ | ----------- | ----------- |
|                          | Claire Marais-Beuil      | RN                       | RN                       | 24 621       | 46,19        | 26 824      | 51,69       |
|                          | Victor Habert-Dassault   | LR (UDC)                 | LR                       | 13 049       | 24,48        | 25 070      | 48,31       |
|                          | Roxane Lundy             | G.s (NFP)                | UG                       | 9 402        | 17,64        |             |             |
|                          | Matys Gutierrez          | RE (ENS)                 | ENS                      | 4 062        | 7,62         |             |             |
|                          | Axelle Latrasse          | LÉ diss.                 | ECO                      | 749          | 1,41         |             |             |
|                          | Souhail Aouad            | MPH                      | DVC                      | 728          | 1,37         |             |             |
|                          | Jean-Philippe Fruitier   | LO                       | EXG                      | 348          | 0,65         |             |             |
|                          | Norbert Despresles       | REC                      | REC                      | 339          | 0,64         |             |             |
|                          |                          |                          |                          |              |              |             |             |
| Suffrages exprimés       | Suffrages exprimés       | Suffrages exprimés       | Suffrages exprimés       | 53 298       | 97,86        | 51 894      | 96,27       |
| Votes blancs             | Votes blancs             | Votes blancs             | Votes blancs             | 774          | 1,42         | 1 442       | 2,67        |
| Votes nuls               | Votes nuls               | Votes nuls               | Votes nuls               | 389          | 0,71         | 571         | 1,06        |
| Total                    | Total                    | Total                    | Total                    | 54 461       | 100          | 53 907      | 100         |
| Abstention               | Abstention               | Abstention               | Abstention               | 28 797       | 34,59        | 29 344      | 35,25       |
| Inscrits / participation | Inscrits / participation | Inscrits / participation | Inscrits / participation | 83 258       | 65,41        | 83 251      | 64,75       |

#### Deuxième circonscription
- Député sortant : Philippe Ballard (Rassemblement national)[24]

| Candidat                 | Candidat                 | Parti et coalition       | Nuance                   | Premier tour | Premier tour |
| Candidat                 | Candidat                 | Parti et coalition       | Nuance                   | Voix         | %            |
| ------------------------ | ------------------------ | ------------------------ | ------------------------ | ------------ | ------------ |
|                          | Philippe Ballard         | RN                       | RN                       | 30 823       | 53,20        |
|                          | Ludovic Castanié         | LR (UDC)                 | LR                       | 12 339       | 21,30        |
|                          | Marianne Seck            | LFI (NFP)                | UG                       | 10 772       | 18,59        |
|                          | Mohamed El Aiyate        | ÉAC                      | ECO                      | 2 144        | 3,70         |
|                          | Pierre Delarboulas       | REC                      | REC                      | 1 225        | 2,11         |
|                          | Renée Potchtovik         | LO                       | EXG                      | 630          | 1,09         |
|                          |                          |                          |                          |              |              |
| Suffrages exprimés       | Suffrages exprimés       | Suffrages exprimés       | Suffrages exprimés       | 57 933       | 96,84        |
| Votes blancs             | Votes blancs             | Votes blancs             | Votes blancs             | 1 388        | 2,32         |
| Votes nuls               | Votes nuls               | Votes nuls               | Votes nuls               | 503          | 0,84         |
| Total                    | Total                    | Total                    | Total                    | 59 824       | 100          |
| Abstention               | Abstention               | Abstention               | Abstention               | 29 481       | 33,01        |
| Inscrits / participation | Inscrits / participation | Inscrits / participation | Inscrits / participation | 89 305       | 66,99        |

#### Troisième circonscription
- Député sortant : Alexandre Sabatou (L'Avenir français - Rassemblement national)[26]

| Candidat                 | Candidat                 | Parti et coalition       | Nuance                   | Premier tour | Premier tour | Second tour | Second tour |
| Candidat                 | Candidat                 | Parti et coalition       | Nuance                   | Voix         | %            | Voix        | %           |
| ------------------------ | ------------------------ | ------------------------ | ------------------------ | ------------ | ------------ | ----------- | ----------- |
|                          | Alexandre Sabatou        | LAF (RN)                 | RN                       | 19 487       | 43,10        | 21 940      | 51,96       |
|                          | Amadou Ka                | LFI (NFP)                | UG                       | 14 149       | 31,29        | 20 281      | 48,04       |
|                          | Pascal Bois              | RE (ENS)                 | ENS                      | 8 556        | 18,92        |             |             |
|                          | Marie Ferreira           | VD - UDI                 | UDI                      | 1 931        | 4,27         |             |             |
|                          | Nadège Legris,           | REC                      | DIV                      | 573          | 1,27         |             |             |
|                          | Roland Szpirko           | LO                       | EXG                      | 522          | 1,15         |             |             |
|                          |                          |                          |                          |              |              |             |             |
| Suffrages exprimés       | Suffrages exprimés       | Suffrages exprimés       | Suffrages exprimés       | 45 218       | 97,34        | 42 221      | 90,89       |
| Votes blancs             | Votes blancs             | Votes blancs             | Votes blancs             | 902          | 1,94         | 3 241       | 6,98        |
| Votes nuls               | Votes nuls               | Votes nuls               | Votes nuls               | 332          | 0,71         | 990         | 2,13        |
| Total                    | Total                    | Total                    | Total                    | 46 452       | 100          | 46 452      | 100         |
| Abstention               | Abstention               | Abstention               | Abstention               | 28 043       | 37,64        | 28 060      | 37,66       |
| Inscrits / participation | Inscrits / participation | Inscrits / participation | Inscrits / participation | 74 495       | 62,36        | 74 512      | 62,34       |

#### Quatrième circonscription
- Député sortant : Éric Woerth (Renaissance)[32]

| Candidat                 | Candidat                 | Parti et coalition       | Nuance                   | Premier tour | Premier tour | Second tour | Second tour |
| Candidat                 | Candidat                 | Parti et coalition       | Nuance                   | Voix         | %            | Voix        | %           |
| ------------------------ | ------------------------ | ------------------------ | ------------------------ | ------------ | ------------ | ----------- | ----------- |
|                          | Mathieu Grimpret         | RN                       | RN                       | 25 093       | 40,23        | 28 026      | 46,55       |
|                          | Éric Woerth              | RE (ENS)                 | ENS                      | 18 646       | 29,89        | 32 174      | 53,45       |
|                          | Mohamed Assamti          | LFI (NFP)                | UG                       | 10 644       | 17,06        |             |             |
|                          | Jean Lefèvre             | LR (UDC)                 | LR                       | 3 942        | 6,32         |             |             |
|                          | Sophie Reynal            | AC (LC)                  | DVC                      | 2 157        | 3,46         |             |             |
|                          | Jean-Claude Casas        | REC                      | REC                      | 772          | 1,24         |             |             |
|                          | Caroline Dasini          | LO                       | EXG                      | 422          | 0,68         |             |             |
|                          | Noël Ngabissio           | SE                       | ECO                      | 422          | 0,68         |             |             |
|                          | Augusto Fernandes        | DLF                      | DSV                      | 280          | 0,45         |             |             |
|                          |                          |                          |                          |              |              |             |             |
| Suffrages exprimés       | Suffrages exprimés       | Suffrages exprimés       | Suffrages exprimés       | 62 378       | 97,90        | 60 200      | 95,33       |
| Votes blancs             | Votes blancs             | Votes blancs             | Votes blancs             | 955          | 1,50         | 2 246       | 3,56        |
| Votes nuls               | Votes nuls               | Votes nuls               | Votes nuls               | 385          | 0,60         | 700         | 1,11        |
| Total                    | Total                    | Total                    | Total                    | 63 718       | 100          | 63 146      | 100         |
| Abstention               | Abstention               | Abstention               | Abstention               | 30 465       | 32,35        | 31 060      | 32,97       |
| Inscrits / participation | Inscrits / participation | Inscrits / participation | Inscrits / participation | 94 183       | 67,65        | 94 206      | 67,03       |

#### Cinquième circonscription
- Député sortant : Pierre Vatin (Les Républicains)[35]

| Candidat                 | Candidat                 | Parti et coalition       | Nuance                   | Premier tour | Premier tour | Second tour | Second tour |
| Candidat                 | Candidat                 | Parti et coalition       | Nuance                   | Voix         | %            | Voix        | %           |
| ------------------------ | ------------------------ | ------------------------ | ------------------------ | ------------ | ------------ | ----------- | ----------- |
|                          | Frédéric-Pierre Vos      | RN                       | RN                       | 20 070       | 42,15        | 24 669      | 55,76       |
|                          | Bertrand Brassens        | PS (NFP)                 | UG                       | 10 491       | 22,03        | 19 575      | 44,24       |
|                          | Pierre Vatin             | LR (UDC)                 | LR                       | 8 427        | 17,70        |             |             |
|                          | Étienne Diot             | RE (ENS)                 | ENS                      | 7 232        | 15,19        |             |             |
|                          | Véronique Rogez          | DLF                      | DSV                      | 509          | 1,07         |             |             |
|                          | Hélène Becherini         | LO                       | EXG                      | 503          | 1,06         |             |             |
|                          | Jean-Paul Boucher        | REC                      | REC                      | 379          | 0,80         |             |             |
|                          |                          |                          |                          |              |              |             |             |
| Suffrages exprimés       | Suffrages exprimés       | Suffrages exprimés       | Suffrages exprimés       | 47 611       | 97,94        | 44 244      | 91,75       |
| Votes blancs             | Votes blancs             | Votes blancs             | Votes blancs             | 704          | 1,45         | 3 124       | 6,48        |
| Votes nuls               | Votes nuls               | Votes nuls               | Votes nuls               | 299          | 0,62         | 854         | 1,77        |
| Total                    | Total                    | Total                    | Total                    | 48 614       | 100          | 48 222      | 100         |
| Abstention               | Abstention               | Abstention               | Abstention               | 25 031       | 33,99        | 25 423      | 34,52       |
| Inscrits / participation | Inscrits / participation | Inscrits / participation | Inscrits / participation | 73 645       | 66,01        | 73 645      | 65,48       |

#### Sixième circonscription
- Député sortant : Michel Guiniot (Rassemblement national)[38]

| Candidat                 | Candidat                     | Parti et coalition       | Nuance                   | Premier tour | Premier tour | Second tour | Second tour |
| Candidat                 | Candidat                     | Parti et coalition       | Nuance                   | Voix         | %            | Voix        | %           |
| ------------------------ | ---------------------------- | ------------------------ | ------------------------ | ------------ | ------------ | ----------- | ----------- |
|                          | Michel Guiniot               | RN                       | RN                       | 23 402       | 47,88        | 25 058      | 52,44       |
|                          | Daniel Leca                  | UDI (ENS)                | UDI                      | 11 207       | 22,93        | 22 725      | 47,56       |
|                          | Baptiste de Fresse de Monval | LÉ (NFP)                 | UG                       | 9 999        | 20,46        | Retrait     | Retrait     |
|                          | Nathalie Charruau            | LC (UDC)                 | DVD                      | 2 766        | 5,66         |             |             |
|                          | Guy-Éric Imbert              | REC                      | REC                      | 857          | 1,75         |             |             |
|                          | Jean-Marc Iskin              | LO                       | EXG                      | 648          | 1,33         |             |             |
|                          |                              |                          |                          |              |              |             |             |
| Suffrages exprimés       | Suffrages exprimés           | Suffrages exprimés       | Suffrages exprimés       | 48 879       | 97,32        | 47 783      | 95,72       |
| Votes blancs             | Votes blancs                 | Votes blancs             | Votes blancs             | 996          | 1,98         | 1 645       | 3,30        |
| Votes nuls               | Votes nuls                   | Votes nuls               | Votes nuls               | 352          | 0,70         | 492         | 0,99        |
| Total                    | Total                        | Total                    | Total                    | 50 227       | 100          | 49 920      | 100         |
| Abstention               | Abstention                   | Abstention               | Abstention               | 25 629       | 33,79        | 25 942      | 34,20       |
| Inscrits / participation | Inscrits / participation     | Inscrits / participation | Inscrits / participation | 75 856       | 66,21        | 75 862      | 65,80       |

#### Septième circonscription
- Député sortant : Maxime Minot (Les Républicains)[41]

| Candidat                 | Candidat                 | Parti et coalition       | Nuance                   | Premier tour | Premier tour | Second tour | Second tour |
| Candidat                 | Candidat                 | Parti et coalition       | Nuance                   | Voix         | %            | Voix        | %           |
| ------------------------ | ------------------------ | ------------------------ | ------------------------ | ------------ | ------------ | ----------- | ----------- |
|                          | David Magnier            | RN                       | RN                       | 19 769       | 40,43        | 21 662      | 43,85       |
|                          | Loïc Pen                 | PCF (NFP)                | UG                       | 13 289       | 27,18        | 16 999      | 34,41       |
|                          | Maxime Minot             | LR (UDC)                 | LR                       | 10 519       | 21,52        | 10 734      | 21,73       |
|                          | Ophélie Van Elsuwe       | HOR (ENS)                | ENS                      | 4 006        | 8,19         |             |             |
|                          | Agnès Dingival           | LO                       | EXG                      | 615          | 1,26         |             |             |
|                          | Florence Italiani        | REC                      | REC                      | 415          | 0,85         |             |             |
|                          | Thomas Mongiraud         | DLF                      | DSV                      | 278          | 0,57         |             |             |
|                          |                          |                          |                          |              |              |             |             |
| Suffrages exprimés       | Suffrages exprimés       | Suffrages exprimés       | Suffrages exprimés       | 48 891       | 97,87        | 49 395      | 97,84       |
| Votes blancs             | Votes blancs             | Votes blancs             | Votes blancs             | 749          | 1,50         | 822         | 1,63        |
| Votes nuls               | Votes nuls               | Votes nuls               | Votes nuls               | 313          | 0,63         | 267         | 0,53        |
| Total                    | Total                    | Total                    | Total                    | 49 953       | 100          | 50 484      | 100         |
| Abstention               | Abstention               | Abstention               | Abstention               | 27 165       | 35,23        | 26 648      | 34,55       |
| Inscrits / participation | Inscrits / participation | Inscrits / participation | Inscrits / participation | 77 118       | 64,77        | 77 132      | 65,45       |